# .af
.af is het internet landcode topleveldomein van Afghanistan. Het wordt onderhouden door AFGNIC, een service van de UNDP en de overgangsregering van Afghanistan.